# Henri Parfait
Pour les articles homonymes, voir Parfait.
Henri Charles Parfait, né à Chartres le 25 septembre 1819 et mort dans la même ville le 27 avril 1873 est un sculpteur français du XIXe siècle.

## Biographie
Fils de Charles Étienne Parfait et de Marie Catherine Gautier, fabricants et marchands de bas à l'enseigne « Au chat qui fume » à Chartres, rue de la Pie, Henri Charles Parfait naît au domicile de ses parents. Il est le frère du député Noël Parfait.
Il est élève de James Pradier.
Henri Parfait participe aux travaux de restauration de la cathédrale Notre-Dame de Chartres, après l’incendie de 1836, en restaurant la statue de la Vierge accompagnée de deux anges qui orne le pignon de la façade méridionale. Il travaillera par la suite au mobilier de la nouvellement inaugurée église Saint-Bernard de la Chapelle.
Il se marie le 22 juin 1847 à Villemeux-sur-Eure, avec Séraphine Stéphanie Desrues. Ils auront un fils, Charles Henri, aussi sculpteur. Il meurt le 27 avril 1873 dans son domicile, 2, rue des minimes à Chartres.